# Зграда банке у Суботици
Зграда некадашње банке у Суботици, на Тргу Републике број 2, завршена је 1912. године и као заштићено непокретно културно добро представља споменик културе.

## Опис
Зграда је грађена је у стилу сецесије, али не и обичајеној Лехнеровој варијанти мађарске сецесије која доминира Суботицом. Она је производ настојања једне групе тзв. ,"младих" мађарских архитеката који су покушали спојити стил сецесије са конструкцијом народних кућа. Пројектант зграде је Алфред Хајош (1878-1955) из Будимпеште. Објекат је необичан већ по приступу обради локације на којој је смештен. То је угаона зграда која није архитектонски класично формулисана и не ствара угао-ћошак, него је лучна, а у средишњој оси лука који чини прелаз са Трга Републике на Трг цара Јована Ненада је смештен улаз у зграду. Због овог лучног третирања не постоје две фасаде него само једна, симетрично обрађена. Објектом доминирају три вертикалне осе улазни, централни део са високим двоструким пирамидалним кровиштем и две вертикале на странама објекта које се истичу равним атикама. По хоризонтали је зграда издељена на доњи пословни простор и два спрата са становима. Архитекта је хомогено фасадно платно разбио игром прозорских отвора а не наношењем богате декорације. Једини декоративни елемент су правоугаона поља између спратова, испуњена венцима гирланди и фестона изнад прозорских отвора, и декорација око прозора у виду пута који држе преплете гирланди.